# Farriar
Farriar est le chef-lieu de la municipalité de Veroes dans l'État d'Yaracuy au Venezuela. Autour de la ville s'articule la division territoriale et statistique de Capitale Veroes.